# Ерпельданж (комуна)
Ерпельданж (люксемб. Ierpeldeng, фр. Erpeldange, нім. Erpeldingen) — комуна Люксембургу. Входить до складу кантону Дикірх в окрузі Дикірх.

## Географія
Площа території комуни становить 17,97 км² (67-е місце за цим показником серед 116 комун Люксембургу).
Висота найвищої точки комуни над рівнем моря складає 459 метрів (31-е місце за цим показником серед комун країни), найнижчої — 190 метрів (24-е місце).

## Демографія
Станом на 2011 рік на території комуни мешкало 2 248 ос.
Динаміка чисельності населення:

## Адміністративний поділ
До складу комуни входять такі поселення:
| Поселення  | Населення за даними переписів: | Населення за даними переписів: | Населення за даними переписів: |
| Поселення  | на 31.03.1981                  | на 01.03.1991                  | на 15.02.2001                  |
| ---------- | ------------------------------ | ------------------------------ | ------------------------------ |
| Бурден     | 137                            | 303                            | 438                            |
| Ерпельданж | 587                            | 576                            | 818                            |
| Інгельдорф | 436                            | 669                            | 805                            |